# Джош Воррінгтон
Джош Воррінгтон (англ. Josh Warrington; 14 листопада 1990) — британський професійний боксер, чемпіон світу за версією IBF в напівлегкій вазі (2018—2021, 2022), чемпіон Європи за версією EBU (2014). 

## Професіональна кар'єра
Дебютував на профірингу 31 жовтня 2009 року. Впродовж 2009—2017 років провів 26 переможних боїв, завоювавши титули регіонального чемпіона BBBofC English, чемпіона Співдружності, чемпіона Великої Британії BBBofC British, чемпіона Європи за версією EBU.
19 травня 2018 року в поєдинку за титул чемпіона світу за версією IBF у напівлегкій вазі здобув перемогу розділеним рішенням суддів — 116-112, 115-113 і 113-115 над співвітчизником Лі Селбі. Провів три успішних захиста проти співвітчизників Карла Фремптона і Кіда Галахеда та француза Соф'яна Такушта.
У січні 2021 року Джош Воррінгтон, після року бездіяльності, відмовився від титулу IBF. 13 лютого 2021 року несподівано зазнав першої поразки технічним нокаутом від мексиканця Маурісіо Лара. У реванші 4 вересня 2021 року у другому раунді була зафіксована нічия через розсічення у Лари внаслідок ненавмисного зіткнення головами.
26 березня 2022 року зустрівся у бою з чемпіоном світу за версією IBF у напівлегкій вазі іспанцем Кіко Мартінесом, якого вже перемагав за очками 2017 року. Розв'язка поєдинку настала у сьомому раунді, коли після завданого через руку правого удару іспанця англієць ледве встояв на ногах, але у контратаці забив суперника до зупинки бою рефері.
10 грудня 2022 року Джош Воррінгтон провів перший захист титулу чемпіона проти обов'язкового претендента мексиканця Луїса Альберто Лопеса. Незважаючи на те, що бій проходив у рідному місті чемпіона, а мексиканця до цього бою мало хто знав, бій пройшов з беззаперечною перевагою претендента і завершився його перемогою рішенням більшості суддів.
7 жовтня 2023 року вийшов на бій проти співвітчизника чемпіона WBA у напівлегкій вазі Лі Вуда. Воррінгтон пресингував суперника з першого раунду, добре працюючи по корпусу, і вів бій до перемоги, але у сьомому раунді пропустив правий хук, після якого отримав ще й декілька бокових ударів, і опинився у важкому нокдауні. Тут же пролунав удар в гонг, але Воррінгтон не зміг поновитися, і рефері зупинив бій.